# 4.º Ejército (Alemania)
El 4.º Ejército (en alemán, 4. Armee) fue un ejército alemán que luchó en la Segunda Guerra Mundial.

## Historia de servicio

### Invasión de Polonia
Fue formada el 1 de agosto de 1939 desde el 6.º Comando del Grupo de Ejércitos, bajo el mando del Mariscal de Campo Günther von Kluge. En primer lugar, entraron en acción durante la campaña polaca de septiembre de 1939 como parte del Grupo de Ejércitos Norte, que se encontraba bajo el Mariscal de Campo Fedor von Bock. El 4.º ejército contenía a los Cuerpos II y III, cada uno con dos divisiones de infantería; el XIX Cuerpo con dos divisiones motorizadas y una división panzer, el I Cuerpo de la Guardia de Fronteras con una división de infantería, y dos divisiones de infantería en la reserva. Su tarea fue capturar el Corredor Polaco y, por tanto, volver a vincular el territorio principal de Alemania con Prusia Oriental. Bajo las órdenes del brillante Kluge, el cuarto ejército terminó su tarea sin mucha dificultad. Parte del cuarto ejército atacó al sur hacia Pomerania y se unió a otras fuerzas alemanas en Varsovia.

### Invasión de Francia
Durante el ataque en los Países Bajos y Francia, el 4.º ejército, como parte del Grupo de Ejércitos A bajo las órdenes del Mariscal de Campo Gerd von Rundstedt, entró en Bélgica desde Renania. Junto con otros ejércitos alemanes, el 4.º ejército penetró en la Línea Dyle y concluyó la captura de las fuerzas aliadas en Francia. El Mariscal de Campo Erwin Rommel, quien se encontraba bajo Kluge, contribuyó inmensamente a sus victorias. Kluge, que había sido general de artillería, fue ascendido a mariscal de campo junto con muchos otros el 19 de julio de 1940. 

### Invasión de la Unión Soviética
El 4 .º Ejército tomó parte en la Operación Barbarroja en 1941 como parte del Grupo de Ejércitos Centro. Su objetivo inicial era atrapar la mayor cantidad de tropas soviéticas como fuera posible en torno a Minsk. El 4.º ejército funcionó bien y participó en la captura de Smolensk. Sin embargo, la mala red de carreteras contribuyó al estancamiento del Grupo de Ejércitos y del 4.º ejército. El 19 de diciembre de 1941, Kluge renunció junto con von Bock y el Mariscal de Campo Walther von Brauchitsch. Kluge fue sustituido por el general Ludwig Kübler. 
Después de la puesta en marcha de la Operación Azul, el 4.º Ejército y todo el Grupo de Ejércitos Centro no vieron mucha acción, ya que las tropas se concentraron al sur. Sin embargo, a partir de 1943, como el Grupo de Ejércitos Centro estaba en plena retirada, el Cuarto ejército también tuvo que mover sus tropas hacia atrás. La campaña del ejército Rojo en el otoño de 1943, la Operación Suvorov (también conocida como la "batalla de las carreteras") vio al 4.º ejército retrocediendo hacia Vítebsk y Orsha. 

### Operación Bagration
1944 vio al 4.º Ejército manteniendo posiciones defensivas al este de Orsha y Mogilev en la Bielorrusia Soviética. La primera ofensiva soviética del verano de ese año (la Operación Bagration), resultó desastrosa para la Wehrmacht, y especialmente para el Cuarto ejército. A partir del 22 de junio, un abrumador asalto soviético vio a casi todo el ejército atrapado en un bolsillo al este de Minsk y destruido durante la primera semana de julio. Muy pocas unidades fueron capaces de escapar hacia el Oeste, los que lo hicieron estaban implicados en intentos desesperados para estabilizar las líneas alemanas para el resto del verano, después del cual el cuarto ejército necesitó una reconstrucción completa.

### Prusia Oriental
A finales de 1944 y principios de 1945, el 4.º Ejército, ahora bajo el mando de Friedrich Hoßbach, fue encargado de sostener las fronteras de Prusia Oriental. Como tal pudo rechazar el primer avance soviético hacia Königsberg a finales de octubre de 1945. Sin embargo, la posterior Ofensiva de Prusia Oriental, puesta en marcha por los soviéticos el 13 de enero de 1945, vio luego al 4.º Ejército en constante retirada hacia la costa del Mar Báltico durante un período de dos semanas, y se vio amenazado con ser rodeado. Hoßbach y el comandante del Grupo de Ejércitos Centro, Georg-Hans Reinhardt, trataron de salir de Prusia Oriental (desafiando sus órdenes, por lo que fueron relevados de mando) para atacar Elbing, pero el ataque fue rechazado, y el 4.º Ejército fue una vez más rodeado por lo que se conoce como la bolsa de Heiligenbeil. 
El ejército mantuvo sus posiciones a lo largo de la costa de la Laguna del Vístula, hasta que fueron abrumados por los ataques soviéticos a finales de marzo. Las pocas fuerzas restantes en la zona se incorporaron en el Grupo de Ejércitos de Prusia Oriental comandado por Dietrich von Saucken, que se entregó a los soviéticos a finales de la guerra en mayo. El 27 de abril de 1945 el 4.º ejército paso a denominarse como el 21.º Ejército alemán.

## Comandantes
| N.º | Retrato | Comandante                                                  | Desde                   | Hasta                   |
| --- | ------- | ----------------------------------------------------------- | ----------------------- | ----------------------- |
| 1   |         | Generalfeldmarschall Gunther von Kluge (1882-1944)          | 1 de agosto de 1939     | 19 de diciembre de 1941 |
| 2   |         | General der Gebirgstruppe Ludwig Kübler (1889-1947)         | 19 de diciembre de 1941 | 20 de enero de 1942     |
| 3   |         | General der Infanterie Gotthard Heinrici (1886-1971)        | 20 de enero de 1942     | 6 de junio de 1942      |
| 4   |         | Generaloberst Hans von Salmuth (1888-1962)                  | 6 de junio de 1942      | 15 de julio de 1942     |
| 5   |         | Generaloberst Gotthard Heinrici (1886-1971)                 | 15 de julio de 1942     | ? de junio de 1943      |
| 6   |         | Generaloberst Hans von Salmuth (1888-1962)                  | ? de junio de 1943      | 31 de julio de 1943     |
| 7   |         | Generaloberst Gotthard Heinrici (1886-1971)                 | 31 de julio de 1943     | 4 de junio de 1944      |
| 8   |         | General der Infanterie Kurt von Tippelskirch (1888-1962)    | 4 de junio de 1944      | 30 de junio de 1944     |
| 9   |         | Generalleutnant Vincenz Müller (1894-1961)                  | 30 de junio de 1944     | 7 de julio de 1944      |
| 10  |         | General der Infanterie Kurt von Tippelskirch (1888-1962)    | 7 de julio de 1944      | 18 de julio de 1944     |
| 11  |         | General der Infanterie Friedrich Hossbach (1894-1980)       | 18 de julio de 1944     | 29 de enero de 1945     |
| 12  |         | General der Infanterie Friedrich-Wilhelm Müller (1897-1947) | 29 de enero de 1945     | 27 de abril de 1945     |

### Oficial de Ingeniería
- Coronel Otto Joachim Lüdecke - (Febrero de 1941)

### Jefes de Estado Mayor
- Teniente General Kurt Brennecke - (1 de diciembre de 1939 - 25 de octubre de 1940)
- Mayor general Günther Blumentritt - (25 de octubre de 1940 - 10 de enero de 1942)
- Coronel Julius von Bernuth - (10 de enero de 1942 - 27 de abril de 1942)
- Mayor general Hans Röttiger - (28 de abril de 1942 - 15 de mayo de 1943)
- Coronel Sigismund-Helmut Konrad Alfred Felix Georg Ritter und Edler von Dawans - (15 de mayo de 1943 - 15 de octubre de 1943)
- Mayor general Heinz von Gyldenfeldt - (15 de octubre de 1943 - 5 de mayo de 1944)
- Coronel Erich Dethleffsen - (5 de mayo de 1944 - 20 de julio de 1944)
- Coronel Ludwig Heinrich Heinz Gaedcke - (20 de julio de 1944 - 15 de agosto de 1944)
- Mayor general Erich Dethleffsen - (15 de agosto de 1944 - 15 de febrero de 1945)
- Coronel Ulrich Freiherr von Varnbüler und zu Hemmingen - (15 de febrero de 1945 - 17 de febrero de 1945
- Coronel Heinz Langmann - (25 de febrero de 1945 - 5 de abril de 1945)
- Coronel Ulrich Freiherr von Varnbüler und zu Hemmingen - (5 de abril de 1945 - 27 de abril de 1945)

### Jefe de Operaciones (Ia)
- Coronel Rolf Wuthmann - (26 de agosto de 1939 - 15 de noviembre de 1940)
- Teniente coronel Horst von Zitzewitz - (15 de noviembre de 1940 - Septiembre de 1941)
- Coronel Helmuth Stieff - (Octubre de 1941 - Octubre de 1942)
- Mayor Jobst von Reden - (Octubre de 1942 - 23 de octubre de 1942)
- Coronel Ivo-Thilo von Trotha - (23 de octubre de 1942 - 30 de marzo de 1944)
- Teniente coronel Conrad Kühlein - (30 de marzo de 1944 - 30 de junio de 1944)
- Teniente coronel Moritz Liebe - (30 de junio de 1944 - 30 de octubre de 1944)
- Coronel Bolko von der Heyde - (30 de octubre de 1944 - 10 de abril de 1945)
- Teniente coronel Carl-Otto von Hinckeldey - (10 de abril de 1945 - 27 de abril de 1945)

## Área de Operaciones

### 1939
| Fecha            | Grupos de ejércitos      | Localización |
| 26 de agosto     | Grupo de Ejércitos Norte | Polonia      |
| 29 de septiembre | Grupo de Ejércitos B     | Occidental   |

### 1940
| Fecha        | Grupos de ejércitos  | Localización |
| 1 de enero   | Grupo de Ejércitos B | Occidental   |
| 8 de marzo   | Grupo de Ejércitos A | Occidental   |
| 1 de junio   | Grupo de Ejércitos B | Occidental   |
| 16 de agosto | Grupo de Ejércitos B | Oriental     |

### 1941
| Fecha       | Grupos de ejércitos       | Localización |
| 1 de enero  | Grupo de Ejércitos B      | Oriental     |
| 22 de junio | Grupo de Ejércitos Centro | Oriental     |

### 1942
| Fecha      | Grupos de ejércitos       | Localización |
| 1 de enero | Grupo de Ejércitos Centro | Oriental     |

### 1943
| Fecha      | Grupos de ejércitos       | Localización |
| 1 de enero | Grupo de Ejércitos Centro | Oriental     |

### 1944
| Fecha      | Grupos de ejércitos       | Localización |
| 1 de enero | Grupo de Ejércitos Centro | Oriental     |

### 1945
| Fecha       | Grupos de ejércitos                  | Localización |
| 1 de enero  | Grupo de Ejércitos Centro            | Oriental     |
| 25 de enero | Grupo de Ejércitos Norte             | Oriental     |
| 3 de abril  | Grupo de Ejércitos Vístula           | Oriental     |
| 10 de abril | Reservas del Alto Mando del ejército | Oriental     |

### Campañas y Batallas de Polonia
| Fases | Batallas                                               | Fecha                                               |
| 1.    | Batalla sobre Prusia Occidental                        | 1 de septiembre de 1939 - 5 de septiembre de 1939   |
| 1.2   | Batalla de Brahe                                       | 1 de septiembre de 1939 - 2 de septiembre de 1939   |
| 1.3   | Batalla del Bosque Tuchola                             | 2 de septiembre de 1939 - 5 de septiembre de 1939   |
| 2.    | Persecución en ambos lados del río Vístula en Varsovia | 5 de septiembre de 1939 - 12 de septiembre de 1939  |
| 3.    | Persecución en el Este de Polonia                      | 11 de septiembre de 1939 - 21 de septiembre de 1939 |
| 4.    | Batalla de Bialystok y hacia el Este                   | 15 de septiembre de 1939 - 18 de septiembre de 1939 |
| 5.    | Batalla de las Fortificaciones Costeras Polacas        | 1 de septiembre de 1939 - 1 de octubre de 1939      |
| 5.1   | Batalla de Westernplatte                               | 1 de septiembre de 1939 - 7 de septiembre de 1939   |
| 5.2   | Captura de Gdingen y de Oxhöfter Kämpe                 | 8 de septiembre de 1939 - 19 de septiembre de 1939  |
| 5.3   | Batalla de Hela                                        | 8 de septiembre de 1939 - 1 de octubre de 1939      |

### Campañas y Batallas en Occidente
| Fases | Batallas                                                                                                   | Fecha                                          |
| 1.    | Seguridad en la Línea Sigfrido, en la zona de Aquisgrán                                                    | 16 de octubre de 1939 - 9 de mayo de 1940      |
| 2.    | Avance de las fortificaciones del sur de Bélgica en las Ardenas                                            | 9 de mayo de 1940 - 12 de mayo de 1940         |
| 3.    | Vigilancia del Río Mosa                                                                                    | 13 de mayo de 1940 - 15 de mayo de 1940        |
| 4.    | La captura de las fortalezas de Lüttich                                                                    | 13 de mayo de 1940 - 17 de mayo de 1940        |
| 5.    | Avance al sur de Bélgica, y las fortificaciones fronterizas francesas                                      | 15 de mayo de 1940 - 18 de mayo de 1940        |
| 6.    | La captura de los fuertes de Namur                                                                         | 20 de mayo de 1940 - 24 de mayo de 1940        |
| 7.    | Abrirse paso hacia el mar, la seguridad del flanco norte y la formación de un frente defensivo en el Somme | 17 de mayo de 1940 - 23 de mayo de 1940        |
| 7.1   | Cerco de la fortaleza de Maubeuge                                                                          | 18 de mayo de 1940 - 22 de mayo de 1940        |
| 7.2   | Batalla de Mormalwald                                                                                      | 17 de mayo de 1940 - 22 de mayo de 1940        |
| 7.3   | Batalla de Cambrai                                                                                         | 19 de mayo de 1940 - 22 de mayo de 1940        |
| 7.4   | Bolsa de Abbéville                                                                                         | 20 de mayo de 1940 - 20 de mayo de 1940        |
| 8.    | Batalla de Arras                                                                                           | 20 de mayo de 1940 - 24 de mayo de 1940        |
| 9.    | La contención de las fuerzas del enemigo en Flandes y Extensión de la brecha                               | 24 de mayo de 1940 - 26 de mayo de 1940        |
| 10.   | Los combates en Scarpe, Sensée y Schelde                                                                   | 23 de mayo de 1940 - 26 de mayo de 1940        |
| 11.   | La conquista de Boulogne y Calais y los combates entre Arras y St. Omer                                    | 23 de mayo de 1940 - 26 de mayo de 1940        |
| 12.   | La lucha defensiva en el Somme                                                                             | 24 de mayo de 1940 - 4 de junio de 1940        |
| 13.   | Bolsa de Calais                                                                                            | 26 de mayo de 1940 - 26 de mayo de 1940        |
| 14.   | Batalla de La Bassée y Lille                                                                               | 24 de mayo de 1940 - 1 de junio de 1940        |
| 15.   | Los combates en Hazebrouck, Cassel, Bailleul y Poperinghe                                                  | 27 de mayo de 1940 - 4 de junio de 1940        |
| 16.   | Batalla de Dunkerque                                                                                       | 27 de mayo de 1940 - 4 de junio de 1940        |
| 17.   | Avance en la Batalla del Somme y Seguimiento del Somme                                                     | 5 de junio de 1940 - 10 de junio de 1940       |
| 18.   | Destrucción de las batallas de Dieppe y St. Valéry y la ocupación de Le Havre                              | 13 de junio de 1940 - 13 de junio de 1940      |
| 19.   | Batallas en el Seina y Seguimiento a la lucha contra la Loire                                              | 9 de junio de 1940 - 19 de junio de 1940       |
| 20.   | Incursiones en Normandía y captura de Cherbourg                                                            | 14 de junio de 1940 - 19 de junio de 1940      |
| 21.   | Incursiones en la Bretaña y en la Bolsa de Brest                                                           | 17 de junio de 1940 - 22 de junio de 1940      |
| 22.   | Los combates en la región del Loire y persecución hacia la Costa                                           | 19 de junio de 1940 - 23 de junio de 1940      |
| 23.   | La ocupación del noroeste de Francia                                                                       | 26 de junio de 1940 - 12 de septiembre de 1940 |

## Orden de batalla
En movilización (1939):
- 580.º Comandante del Área de Retaguardia del Ejército
- 581.º Comandante de Suministro del Ejército
- 589.º Regimiento de Comunicaciones del Ejército

Más tarde (1942):
- 302.º Comando Superior de Artillería
- 559.º Comandante del Área de Retaguardia del Ejército
- 589.º Regimiento de Comunicaciones del Ejército
- 571.º Comandante de Suministro del Ejército

### 1 de septiembre de 1939
| Cuerpos de ejércitos         | Tropas del ejército | Unidades de ejército                                  |
| XIX Cuerpo de Ejército       |                     | 580.º Comandante del Área de Retaguardia del Ejército |
| II Cuerpo de Ejército        |                     | 581.º Comandante de Suministro del Ejército           |
| III cuerpo de ejército       |                     | 589.º Regimiento de Comunicaciones del Ejército       |
| 23.ª División de Infantería  |                     |                                                       |
| 218.ª División de Infantería |                     |                                                       |
| 207.ª División de Infantería |                     |                                                       |
| Grz. 1                       |                     |                                                       |

### 1 de febrero de 1940
| Cuerpos de ejércitos    | Tropas del ejército                                   | Unidades de ejército                                  |
| II Cuerpo de Ejército   | 681.º Batallón Personal de Artillería z.b.V.          | 580.º Comandante del Área de Retaguardia del Ejército |
|                         | 664.ª Batería Ferroviaria                             |                                                       |
| VIII Cuerpo de Ejército | 674.ª Batería Ferroviaria                             | 581.º Comandante de Suministro del Ejército           |
| V Cuerpo de Ejército    | 604.º Regimiento Personal de Ingeniero                | 589.º Regimiento de Comunicaciones del Ejército       |
|                         | 630.º Batallón de Ingeniero                           |                                                       |
| XV Cuerpo de Ejército   | 408./1.º Columna de Puente B                          | 570.º Pelotón de Correo Motorizado                    |
|                         | 408./2.º Columna de Puente B                          |                                                       |
|                         | 616.º Columna de Puente B                             | 570.º Oficina de Cartografía                          |
|                         | 689.ª Compañía de Propaganda                          | Wetterpeiltrupp 506                                   |
|                         | 601.º Batallón de Topografía                          | 570.º Grupo de Policía Secreta Militar                |
|                         | 580.º Comandante del Área de Retaguardia del Ejército |                                                       |
|                         | 11.º Batallón de Construcción                         |                                                       |
|                         | 208.º Batallón de Construcción                        |                                                       |
|                         | 210.º Batallón de Construcción                        |                                                       |
|                         | 211.º Batallón de Construcción                        |                                                       |
|                         | VI./II Batallón de Defensa Regional                   |                                                       |
|                         | VI./III Batallón de Defensa Regional                  |                                                       |
|                         | VI./IV Batallón de Defensa Regional                   |                                                       |
|                         | VI./V Batallón de Defensa Regional                    |                                                       |
|                         | VI./VIII Batallón de Defensa Regional                 |                                                       |

### 10 de febrero de 1940
| Cuerpos de ejércitos         | Tropas del ejército                           | Unidades de ejército                                  |
| II Cuerpo de Ejército        | 681.º Batallón Personal de Artillería z.b.V.  | 580.º Comandante del Área de Retaguardia del Ejército |
|                              | 664.ª Batería Ferroviaria                     |                                                       |
| VIII Cuerpo de Ejército      | 674.ª Batería Ferroviaria                     | 581.º Comandante de Suministro del Ejército           |
|                              | 10.º Batallón de Observación                  |                                                       |
| V Cuerpo de Ejército         |                                               | 589.º Regimiento de Comunicaciones del Ejército       |
|                              | 604.º Regimiento Personal de Ingeniero z.b.V. |                                                       |
| XV Cuerpo de Ejército        | 630.º Batallón de Ingeniero                   | 570.º Pelotón de Correo Motorizado                    |
|                              | 566.º Batallón de Construcción de Puente      |                                                       |
| 263.ª División de Infantería | 408./1.º Columna de Puente B                  | 570.º Oficina de Cartografía                          |
|                              | 408./2.º Columna de Puente B                  |                                                       |
| 12.ª División de Infantería  | 616.º Columna de Puente B                     | Wetterpeiltrupp 506                                   |
| 211.ª División de Infantería | Abschnitts-Baustab 8                          | 570.º Grupo de Policía Secreta Militar                |
|                              | 11.º Batallón de Puente                       |                                                       |
|                              | 208.º Batallón de Puente                      |                                                       |
|                              | 210.º Batallón de Puente                      |                                                       |
|                              | 211.º Batallón de Puente                      |                                                       |
|                              | 3./652.º Batallón Antitanque                  |                                                       |
|                              | 3.ª Compañía/48.º Batallón Ligero Antiaéreo   |                                                       |
|                              | 601.º Batallón de Topografía                  |                                                       |
|                              | 689.ª Compañía de Propaganda                  |                                                       |

### 9 de junio de 1940
| Cuerpos de ejércitos                  | Tropas del ejército                               | Unidades de ejército                            |
| XXXVIII Cuerpo de Ejército            | 604.º Regimiento Personal de Ingeniero            | 102.º Comandante de Artillería                  |
| XV Cuerpo de Ejército                 | 630.º Batallón de Ingeniero                       | 581.º Comandante de Suministro del Ejército     |
| II Cuerpo de Ejército                 | 566.º Batallón de Construcción de Puentes         | 589.º Regimiento de Comunicaciones del Ejército |
| I Cuerpo de Ejército                  | 415/1.º Columna de Puente B                       | 570.º Pelotón de Correo Motorizado              |
|                                       | 415/2.º Columna de Puente B                       |                                                 |
| 2.ª Brigada de Caballería (v. Senger) | 609.º Columna de Puente B                         | 570.º Oficina de Cartografía                    |
|                                       | 624.º Columna de Puente B                         |                                                 |
|                                       | 652.º Columna de Puente B                         | Wetterpeiltrupp 506                             |
|                                       | 663.º Columna de Puente B                         |                                                 |
|                                       | 630.º Columna de Puente B                         | 570.º Grupo de Policía Secreta Militar          |
|                                       | 31.º Columna de Puente B                          |                                                 |
|                                       | 6.º Comandante de Tropas de Construcció           |                                                 |
|                                       | 24.º Comandante de Tropas de Construcció          |                                                 |
|                                       | 11.º Batallón de Construcción                     |                                                 |
|                                       | 26.º Batallón de Construcción                     |                                                 |
|                                       | 222.º Batallón de Construcción                    |                                                 |
|                                       | 135.º Batallón de Construcción                    |                                                 |
|                                       | 220.º Batallón de Construcción de Fortificaciones |                                                 |
|                                       | 560.º Columna de Bloqueo de Ingeniero             |                                                 |
|                                       | 3./48.ª Compañía Ligera Antiaérea                 |                                                 |
|                                       | 5./46.ª Compañía Ligera Antiaérea                 |                                                 |
|                                       | 4./31.ª Compañía Ligera Antiaérea                 |                                                 |

### 15 de septiembre de 1941
| Cuerpos de ejércitos    | Tropas del ejército                          | Unidades de ejército                            |
| XXXX Cuerpo de Ejército | 6.º Comandante de Tropas de Construcció      | 302.º Comandante Superior de Artillería         |
|                         | 46.º Batallón de Construcción                |                                                 |
| LIII Cuerpo de Ejército | 125.º Batallón de Construcción               | 581.º Comandante de Suministro del Ejército     |
|                         | 213.º Batallón de Construcción               |                                                 |
| IX Cuerpo de Ejército   | 580.º Batallón de Construcción de Carreteras | 589.º Regimiento de Comunicaciones del Ejército |
| XX Cuerpo de Ejército   | OT-Einsatzstab Göttschung                    | 689.ª Compañía de Propaganda                    |
|                         | OT-Einheit 17                                |                                                 |
| VII Cuerpo de Ejército  | OT-Einheit 19                                | 604.º Batallón de Topografía                    |
|                         | OT-Einheit 101                               |                                                 |
| XII Cuerpo de Ejército  |                                              | Wetterpeilzug 506                               |
|                         | 40.º Comandante de Tropas de Construcció     |                                                 |
| 10.ª División Panzer    | 42.º Batallón de Construcción de Puente      | Kartenlager (mot) 571                           |
|                         | 136.º Batallón de Construcción               |                                                 |
|                         | 571.º Batallón de Construcción de Carreteras | Kartenstelle (mot) 570                          |
|                         | 754.º Batallón de Control de Tráfico         |                                                 |
|                         | 3./611.º Batallón Ligero Antiaéreo           |                                                 |

### 3 de febrero de 1942
| XII Cuerpo de Ejército     | 139.º Comandante de Artillería | 302.º Comandante Superior de Artillería         |
| XIII Cuerpo de Ejército    | 3./736.º Batallón de Artillería | 581.º Comandante de Suministro del Ejército     |
| XXXXIII Cuerpo de Ejército | 136.º Comandante de Artillería con: 109.º Regimiento Personal de Artillería | 589.º Regimiento de Comunicaciones del Ejército |
| LVII Cuerpo de Ejército    | 430.º Batallón de Artillería | 689.ª Compañía de Propaganda                    |
|                            | 445.º Batallón de Artillería |                                                 |
| XXXX Cuerpo de Ejército    | II./66.º Regimiento de Artillería | 604.º Batallón de Topografía                    |
|                            | III./818.º Regimiento de Artillería |                                                 |
|                            | II./109.º Regimiento de Artillería | Wetterpeilzug 506                               |
|                            | 736.º Batallón de Artillería |                                                 |
|                            | 833.º Batallón de Artillería | Kartenlager (mot) 571                           |
|                            | 800.º Batallón de Artillería |                                                 |
|                            | | 570.º Oficina de Cartografía (mot.)             |
|                            | 177.º Batallón de Cañón de Asalto |                                                 |
|                            | 191.º Batallón de Cañón de Asalto (o 1 Batería) |                                                 |
|                            | 192.º Batallón de Cañón de Asalto |                                                 |
|                            | 226.º Batallón de Cañón de Asalto |                                                 |
|                            | 7.º Batallón de Observación |                                                 |
|                            | 8.º Batallón de Observación |                                                 |
|                            | 20.º Batallón de Observación |                                                 |
|                            | 40.º Batallón Ligero de Observación |                                                 |
|                            | 38.º Batallón de Observación de Montaña |                                                 |
|                            | Regimiento de Policía Centro |                                                 |
|                            | 18.º Cuartel General Superior de Construcción |                                                 |
|                            | 6.º Comandante de Tropas de Construcció |                                                 |
|                            | 40.º Comandante de Tropas de Construcció |                                                 |
|                            | 21.º Batallón de Construcción de Puente |                                                 |
|                            | 46.º Batallón de Construcción |                                                 |
|                            | 97.º Batallón de Construcción |                                                 |
|                            | 544.º Batallón de Construcción de Carreteras |                                                 |
|                            | 571.º Batallón de Construcción de Carreteras |                                                 |
|                            | 7.º Columna de Puente B |                                                 |
|                            | 17.º Columna de Puente B |                                                 |
|                            | 26.º Columna de Puente B |                                                 |
|                            | 134.º Columna de Puente B |                                                 |
|                            | 2./402.º Columna de Puente B |                                                 |
|                            | 2./409.º Columna de Puente B |                                                 |
|                            | 203.ª Compañía de Limpeiza de Nieve |                                                 |
|                            | 206.ª Compañía de Limpeiza de Nieve |                                                 |
|                            | 1./2./17.º Batallón Organización Todt |                                                 |
|                            | 442.º Cuartel General de Vigilancia de Marismas con: 41.º Regimiento Personal de Artillería 614.º Regimiento Personal de Artillería 754.º Batallón de Control de Tráfico 6.º Colección Punto de Frente |                                                 |

### 31 de enero de 1944
| Cuerpos de ejércitos        | Tropas del ejército | Unidades de ejército                                  |
| XII Cuerpo de Ejército      |                     | 302.º Comandante Superior de Artillería               |
| XXXIX Cuerpo de Panzer      |                     | 581.º Comandante de Suministro del Ejército           |
| XXVII Cuerpo de Ejército    |                     | 589.º Regimiento de Comunicaciones del Ejército       |
| 286.ª División de Seguridad |                     | 559.º Comandante del Área de Retaguardia del Ejército |

### 4 de marzo de 1944
| Cuerpos de ejércitos        | Tropas del ejército | Unidades de ejército                                  |
| XII Cuerpo de Ejército      |                     | 302.º Comandante Superior de Artillería               |
| XXXIX Cuerpo de Panzer      |                     | 581.º Comandante de Suministro del Ejército           |
| XXVII Cuerpo de Ejército    |                     | 589.º Regimiento de Comunicaciones del Ejército       |
| 286.ª División de Seguridad |                     | 559.º Comandante del Área de Retaguardia del Ejército |

### 15 de abril de 1944
| Cuerpos de ejércitos         | Tropas del ejército | Unidades de ejército                                  |
| XII Cuerpo de Ejército       |                     | 302.º Comandante Superior de Artillería               |
| XXXIX Cuerpo de Panzer       |                     | 581.º Comandante de Suministro del Ejército           |
| XXVII Cuerpo de Ejército     |                     | 589.º Regimiento de Comunicaciones del Ejército       |
| 286.ª División de Seguridad  |                     | 559.º Comandante del Área de Retaguardia del Ejército |
| 342.ª División de Infantería |                     |                                                       |

### 15 de mayo de 1944
| Cuerpos de ejércitos        | Tropas del ejército | Unidades de ejército                                  |
| XII Cuerpo de Ejército      |                     | 302.º Comandante Superior de Artillería               |
| XXXIX Cuerpo de Panzer      |                     | 581.º Comandante de Suministro del Ejército           |
| XXVII Cuerpo de Ejército    |                     | 589.º Regimiento de Comunicaciones del Ejército       |
| 286.ª División de Seguridad |                     | 559.º Comandante del Área de Retaguardia del Ejército |

### 15 de junio de 1944
| Cuerpos de ejércitos        | Tropas del ejército | Unidades de ejército                                  |
| XII Cuerpo de Ejército      |                     | 302.º Comandante Superior de Artillería               |
| XXXIX Cuerpo de Panzer      |                     | 581.º Comandante de Suministro del Ejército           |
| XXVII Cuerpo de Ejército    |                     | 589.º Regimiento de Comunicaciones del Ejército       |
| 286.ª División de Seguridad |                     | 559.º Comandante del Área de Retaguardia del Ejército |

### 15 de julio de 1944
| Cuerpos de ejércitos                   | Tropas del ejército | Unidades de ejército                                  |
| Grupo Weidling (VI cuerpo de ejército) |                     | 302.º Comandante Superior de Artillería               |
| XXXIX Cuerpo de Panzer                 |                     | 581.º Comandante de Suministro del Ejército           |
|                                        |                     | 589.º Regimiento de Comunicaciones del Ejército       |
|                                        |                     | 559.º Comandante del Área de Retaguardia del Ejército |

### 31 de agosto de 1944
| Cuerpos de ejércitos                   | Tropas del ejército | Unidades de ejército                                  |
| Grupo Weidling (VI cuerpo de ejército) |                     | 302.º Comandante Superior de Artillería               |
| XXXIX Cuerpo de Panzer                 |                     | 581.º Comandante de Suministro del Ejército           |
| XXVII Cuerpo de Ejército               |                     | 589.º Regimiento de Comunicaciones del Ejército       |
|                                        |                     | 559.º Comandante del Área de Retaguardia del Ejército |

### 16 de septiembre de 1944
| Cuerpos de ejércitos                   | Tropas del ejército | Unidades de ejército                                  |
| LV Cuerpo de Ejército                  |                     | 302.º Comandante Superior de Artillería               |
| Grupo Weidling (VI Cuerpo de Ejército) |                     | 581.º Comandante de Suministro del Ejército           |
| XXXXI Cuerpo Panzer                    |                     | 589.º Regimiento de Comunicaciones del Ejército       |
| XXVII Cuerpo de Ejército               |                     | 559.º Comandante del Área de Retaguardia del Ejército |
| XXVI Cuerpo de Ejército                |                     |                                                       |
| 103.ª Brigada Panzer                   |                     |                                                       |

### 28 de septiembre de 1944
| Cuerpos de ejércitos                   | Tropas del ejército | Unidades de ejército                                  |
| LV Cuerpo de Ejército                  |                     | 302.º Comandante Superior de Artillería               |
| Grupo Weidling (VI Cuerpo de Ejército) |                     | 581.º Comandante de Suministro del Ejército           |
| XXXXI Cuerpo Panzer                    |                     | 589.º Regimiento de Comunicaciones del Ejército       |
| XXVII Cuerpo de Ejército               |                     | 559.º Comandante del Área de Retaguardia del Ejército |
| XXVI Cuerpo de Ejército                |                     |                                                       |
| 103.ª Brigada Panzer                   |                     |                                                       |

### 13 de octubre de 1944
| Cuerpos de ejércitos                   | Tropas del ejército | Unidades de ejército                                  |
| LV Cuerpo de Ejército                  |                     | 302.º Comandante Superior de Artillería               |
| Grupo Weidling (VI Cuerpo de Ejército) |                     | 581.º Comandante de Suministro del Ejército           |
| XXXXI Cuerpo Panzer                    |                     | 589.º Regimiento de Comunicaciones del Ejército       |
| XXVII Cuerpo de Ejército               |                     | 559.º Comandante del Área de Retaguardia del Ejército |
| XXVI Cuerpo de Ejército                |                     |                                                       |
| 103.ª Brigada Panzer                   |                     |                                                       |
| 4.ª Brigada de Caballería              |                     |                                                       |

### 5 de noviembre de 1944
| Cuerpos de ejércitos                   | Tropas del ejército | Unidades de ejército                                  |
| LV Cuerpo de Ejército                  |                     | 302.º Comandante Superior de Artillería               |
| XXVII Cuerpo de Ejército               |                     | 581.º Comandante de Suministro del Ejército           |
| Grupo Weidling (VI Cuerpo de Ejército) |                     | 589.º Regimiento de Comunicaciones del Ejército       |
| Cuerpo de Caballería                   |                     | 559.º Comandante del Área de Retaguardia del Ejército |
| 21.ª División de Infantería            |                     |                                                       |

### 26 de noviembre de 1944
| Cuerpos de ejércitos                                        | Tropas del ejército | Unidades de ejército                                  |
| LV Cuerpo de Ejército                                       |                     | 302.º Comandante Superior de Artillería               |
| XXVII Cuerpo de Ejército                                    |                     | 581.º Comandante de Suministro del Ejército           |
| Grupo Weidling (VI Cuerpo de Ejército)                      |                     | 589.º Regimiento de Comunicaciones del Ejército       |
| Cuerpo de Caballería                                        |                     | 559.º Comandante del Área de Retaguardia del Ejército |
| 605.ª División Personal z.b.V. (Comandante de Grupo Hauser) |                     |                                                       |
| 5.ª División Panzer                                         |                     |                                                       |
| 7.ª División Panzer                                         |                     |                                                       |
| 18.ª División Panzergrenadier (en la preparación)           |                     |                                                       |
| 102.ª Brigada Panzer                                        |                     |                                                       |

### 31 de diciembre de 1944
| Cuerpos de ejércitos                                | Tropas del ejército | Unidades de ejército                                  |
| LV Cuerpo de Ejército                               |                     | 302.º Comandante Superior de Artillería               |
| XXXXI Cuerpo Panzer                                 |                     | 581.º Comandante de Suministro del Ejército           |
| Grupo Weidling (VI cuerpo de ejército)              |                     | 589.º Regimiento de Comunicaciones del Ejército       |
| Cuerpo de Caballería                                |                     | 559.º Comandante del Área de Retaguardia del Ejército |
| Cuerpo de Paracaidistas Panzer Hermann Göring       |                     |                                                       |
| 5.ª División Panzer                                 |                     |                                                       |
| 1.ª División de Paracaidistas Panzer Hermann Göring |                     |                                                       |

## Subordinación
| Fecha                   | Cuerpo de ejército, divisiones directamente subordinadas |
| 1 de septiembre de 1939 | |
| 10 de mayo de 1940      | II Cuerpo de Ejército Grupo Hoth (3.º Grupo Panzer) VIII Cuerpo de Ejército V Cuerpo de Ejército 4.ª División de Infantería 87.ª División de Infantería 211.ª División de Infantería 263.ª División de Infantería 267.ª División de Infantería |
| 1 de agosto de 1940     | VI Cuerpo de Ejército XI Cuerpo de Ejército |
| 5 de abril de 1941      | XXXV Cuerpo de Ejército XXXXIV Cuerpo de Ejército XII Cuerpo de Ejército XIII Cuerpo de Ejército 293.ª División de Infantería |
| 5 de junio de 1941      | VII Cuerpo de Ejército IX Cuerpo de Ejército XXXXIII Cuerpo de Ejército XII Cuerpo de Ejército XIII Cuerpo de Ejército LIII Cuerpo de Ejército XXXV Cuerpo de Ejército 286.ª División de Infantería                                            |
| 2 de enero de 1942      | XX Cuerpo de Ejército LVII Cuerpo de Ejército XII Cuerpo de Ejército XIII Cuerpo de Ejército XXXXIII Cuerpo de Ejército XXXX Cuerpo de Ejército Motorizado                                                                                     |
| 8 de junio de 1942      | XII Cuerpo de Ejército XXXXIII Cuerpo de Ejército LVI Cuerpo de Ejército Motorizado |
| 5 de noviembre de 1942  | XII Cuerpo de Ejército XXXXIII Cuerpo de Ejército LVI Cuerpo de Ejército Motorizado |
| 7 de julio de 1943      | XXVII Cuerpo de Ejército XXXIX Cuerpo de Ejército Motorizado IX Cuerpo de Ejército II Cuerpo de Ejército LVI Cuerpo de Ejército Motorizado 183.ª División de Infantería 253.ª División de Infantería                                           |
| 15 de junio de 1944     | XXVII Cuerpo de Ejército XXXIX Cuerpo de Ejército Motorizado XII Cuerpo de Ejército 286.ª División de Infantería |
| 5 de noviembre de 1944  | Cuerpo de Paracaidistas Panzer Hermann Göring XXXIX Cuerpo de Ejército Motorizado Grupo Weidling I Cuerpo de Caballería XXVII Cuerpo de Ejército LV Cuerpo de Ejército 21.ª División de Infantería                                             |
| 12 de abril de 1945     | Reserva del O.K.H. |

## Reemplazo
Unidad de reemplazo para el Alto Mando del ejército, fue inicialmente la sustitución del 73.º Batallón de Reemplazo de Infantería. A partir del 1 de diciembre de 1940 que entonces era el 588.º Batallón de Reemplazo de Infantería, más tarde el 588.º Batallón de Reemplazo Grenadier.